# 重松俊章
重松 俊章（しげまつ しゅんしょう、1883年（明治16年）11月18日 - 1961年（昭和36年）10月6日）は、日本の東洋学者・真言宗豊山派僧侶。

## 生涯
愛媛県温泉郡荏原村生まれ。1894年（明治27年）に得度し、私立豊山中学校を卒業。1909年（明治42年）、東洋大学本科を3年修了で退学した後、東京帝国大学文科大学史学科選科生として入学。1913年（大正2年）東京帝国大学文科大学の史学科を卒業。
1919年6月、松山高等学校教授、1926年から1年間の中国留学後、1927年11月、九州帝国大学法文学部東洋史学講座の初代教授として赴任。1944年9月、定年退官。退官後、松山市にある四国八十八箇所霊場第51番札所の熊野山石手寺の第41世住職に就任した。1945年10月、教え子の星野通によって、松山商科大学（現松山大学）の教授に招かれた。
専門は、西域史研究、中国古代の民俗学的な研究に及び、中国における邪教である白雲宗・マニ教・弥勒教徒・白蓮教徒などの研究のパイオニアである。
次男は九州大学名誉教授の重松泰雄。

## 著作
- 『印度の古文明』文正社、1916年6月。 NCID BA42266493。全国書誌番号:43006929。
- 『中学校用甲種 新説東洋史』教育研究会、1932年9月。 NCID BB17362834。
  - 『中学校用甲種 新説東洋史』（訂正版）教育研究会、1933年6月。 NCID BA7815048X。
- 「東亜古代の祓除に就て」『社会科学の諸問題 松山商科大学開学記念論文集』松山商科大学商経研究会〈松山商大論集 第1号〉、1950年2月。 NCID BN13280947。

## 記念論集
- 『九州大学東洋史論叢 重松先生古稀記念』九州大学文学部東洋史研究室、1957年7月。 NCID BN11959136。全国書誌番号:59000200。